# Zoë Kravitz
Zoë Isabella Kravitz (Los Angeles, 1 de dezembro de 1988) é uma atriz, modelo e cantora americana. Ela é a filha do cantor Lenny Kravitz e da atriz Lisa Bonet. Começou a carreira de atriz em 2007, contando já com participações em filmes como The Brave One (2007), com Jodie Foster, No Reservations (2007), com Catherine Zeta-Jones e X-Men: First Class (2011).
Também em 2011, Zoë participou da quarta temporada de Californication, com a sua personagem Pearl. Passando pelo início de sua jornada do ramo cinematográfico, no ano de 2013 conseguiu o papel de antagonista na grande produção After Earth, que também conta com a participação dos atores Will Smith e Jaden Smith. O seu projeto mais recente é a série de televisão Big Little Lies da HBO, baseada no livro homônomo da autora Liane Moriarty. Zoë foi escalada para o elenco de Fantastic Beasts 2: The Crimes of Grindelwald, e interpretou a personagem bruxa puro-sangue Leta Lestrange, citada no primeiro filme.

## Biografia

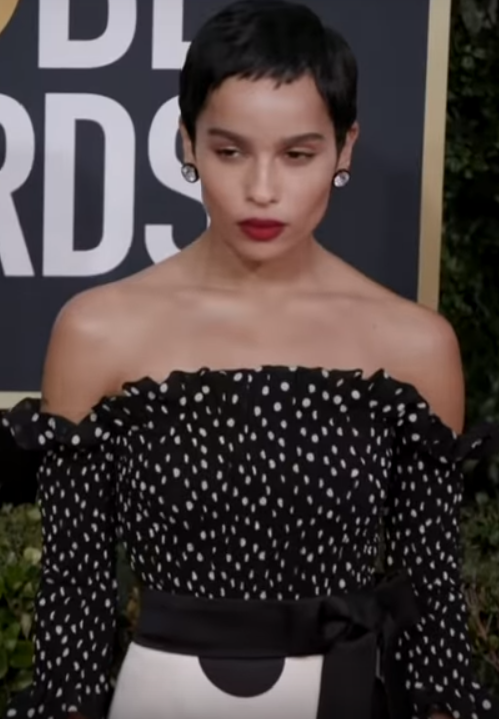
Zoe Kravitz no tapete vermelho do Globo de Ouro 2020

Zoë Isabella nasceu no bairro de Venice Beach, localizado na cidade de Los Angeles na Califórnia nos Estados Unidos, na casa se seus pais, a atriz Lisa Bonet e o músico-ator Lenny Kravitz. Ambos os pais possuem ascendência afro-americana e judia asquenazita. A sua avó paterna, a atriz Roxie Albertha Roker, possuía ascendência afro-americana e afro-bahamense, sendo uma prima de terceiro grau do famoso meteorologista Al Roker. O seu avô materno, Allen Bonet, é afro-americano. O seu avô paterno, Sy Kravitz, e sua avó materna, Arlene Litman, eram judeus, sendo assim, Kravitz também se considera judaica secular. 
No ano de 1987, os seus pais se casaram, e se divorciaram seis anos depois, em 1993, quando ela tinha apenas cinco anos de idade. Ela morou com a mãe até completar onze anos de idade, e então passou a morar com Lenny, o seu pai. Dividindo a sua criação da pequena de tal forma, Zoë passava férias de verão com a mãe, Lisa.
Kravitz estudou na Miami Counstry Day School, localizada na cidade de Miami na Flórida, e na Rudolf Steiner School, que se localiza em Manhattan na cidade de Nova Iorque, onde se formou no ensino secundário em 2007. Começou a estudar atuação na Universidade Estadual de Nova Iorque de Purchase, e abandonou os estudos para se mudar para o Brooklyn, começando assim a sua carreira de atriz.
Zoë tem uma irmã, Lola Iolani Momoa (nascida em julho de 2007) e um irmão, Nakoa-Wolf Manakauapo Namakaeha (nascido em dezembro de 2008), ambos mais novos e frutos do relacionamento de sua mãe com o ator Jason Mamoa.
A música "Flowers for Zoë" presente no segundo álbum de Lenny Kravitz, foi escrito como tributo para sua filha, que na época tinha 13 anos.
Sua banda Lolawolf (batizada com a junção dos nomes de sua irmã Lola e irmão Nakoa-Wolf), teve início durante as gravações de The Road Within na cidade de Los Angeles, e a junção com membros da banda Reputante resultou na gravação de seu primeiro EP, que foi lançado e divulgado no clube Mercury Lounge em Novembro de 2013. 

## Relacionamentos

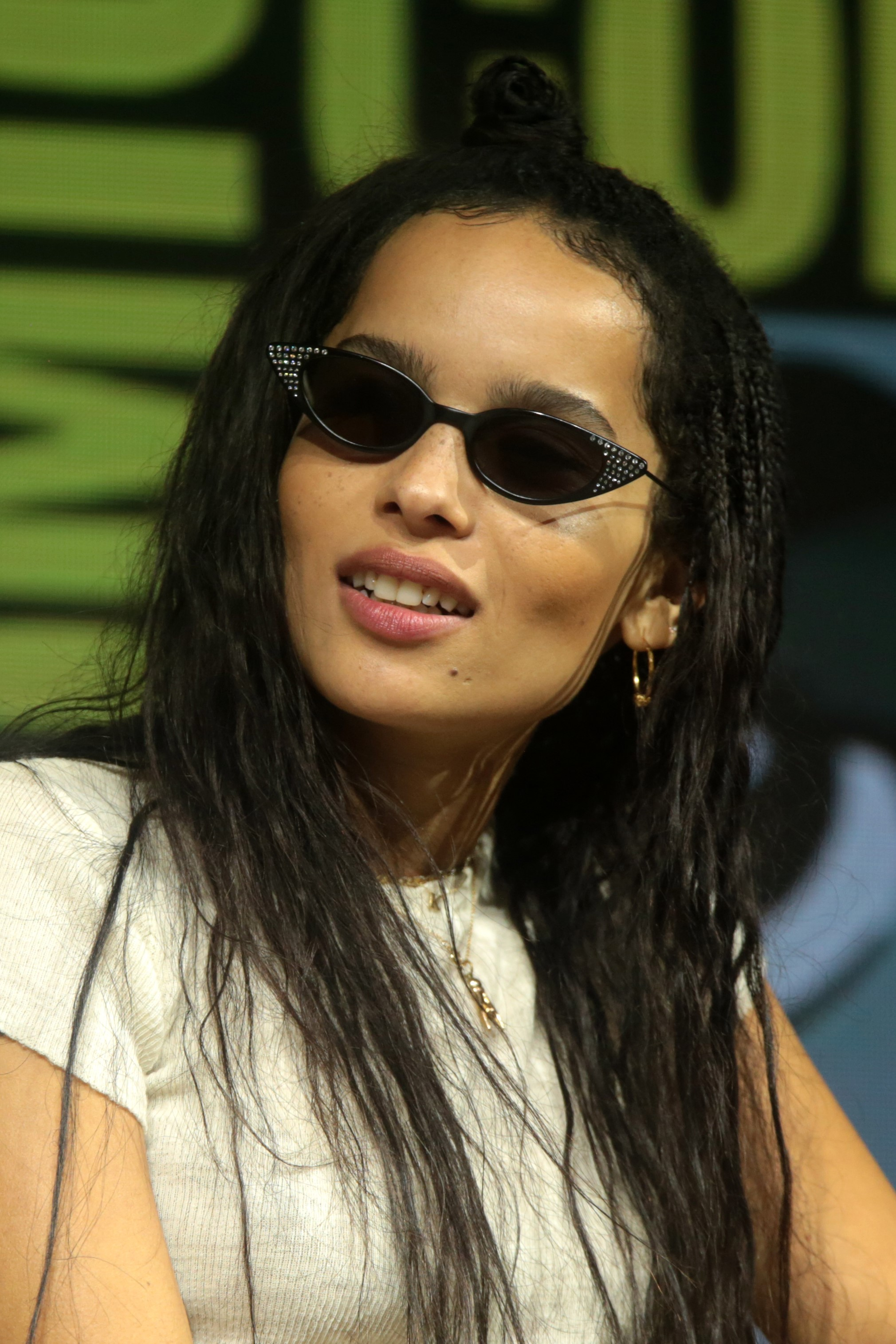
Zoë Kravitz em 2018

Kravitz saiu algumas vezes com o ator Michael Fassbender, ambos se conheceram durante as gravações do filme X-Men: First Class (2011).
Ela namorou Ezra Miller brevemente enquanto eles estavam filmando Beware the Gonzo. Posteriormente, teve um relacionamento com o ator Penn Badgley de Gossip Girl até meados de 2013. O casal chegou a compartilhar um apartamento loft em Williamsburg na cidade de Nova Iorque.
Em 2016 iniciou um relacionamento com o ator Karl Glusman. Kravitz revelou em uma entrevista publicada em Outubro de 2018 que eles haviam noivado em Fevereiro daquele ano. No dia 29 de Junho de 2019, se casaram na cidade de Paris.Em dezembro de 2020, Kravitz pediu o divórcio de Glusman. O divórcio foi finalizado em agosto de 2021.

## Filmografia

### Cinema
| Ano  | Título                                      | Personagem                | Notas                            |
| ---- | ------------------------------------------- | ------------------------- | -------------------------------- |
| 2007 | No Reservations                             | Charlotte                 |                                  |
| 2007 | The Brave One                               | Chloe                     |                                  |
| 2008 | Assassination of a High School President    | Valerie                   |                                  |
| 2008 | Birds of America                            | Gillian                   |                                  |
| 2009 | The Greatest                                | Ashley                    |                                  |
| 2010 | Twelve                                      | Gabby                     |                                  |
| 2010 | Beware the Gonzo                            | Evie Wallace              |                                  |
| 2010 | It's Kind of a Funny Story                  | Nia                       |                                  |
| 2011 | Californication                             | Pearl                     |                                  |
| 2011 | Yelling to the Sky                          | Sweetness O'Hara          |                                  |
| 2011 | X-Men: First Class                          | Angel Salvadore           |                                  |
| 2013 | After Earth                                 | Senshi Raige              |                                  |
| 2014 | Divergent                                   | Christina                 |                                  |
| 2014 | The Road Within                             | Marie                     |                                  |
| 2014 | Pretend We're Kissing                       | Autumn                    |                                  |
| 2015 | Good Kill                                   |                           |                                  |
| 2015 | The Divergent Series: Insurgent             | Christina                 |                                  |
| 2015 | Mad Max: Fury Road                          | Toast                     |                                  |
| 2016 | The Divergent Series: Allegiant             | Christina                 |                                  |
| 2017 | Rough Night                                 | Brair                     |                                  |
| 2018 | Fantastic Beasts: The Crimes of Grindelwald | Leta Lestrange            |                                  |
| 2018 | Spider-Man: Into the Spider-Verse           | Mary Jane Watson (voz)    |                                  |
| 2022 | The Batman                                  | Selina Kyle / Mulher Gato |                                  |
| 2024 | Blink Twice                                 |                           | Diretora, produtora e roteirista |

### Televisão
| Ano    | Título           | Personagem         |
| ------ | ---------------- | ------------------ |
| 2011   | Californication  | Pearl              |
| 2016   | Portlandia       | Kendall            |
| 2016   | Morris & the Cow | Loretta (voz)      |
| 2016-9 | Big Little Lies  | Bonnie Carlson     |
| 2020   | High Fidelity    | Robyn "Rob" Brooks |